# Jaime Rodríguez Ordóñez
Jaime Edmundo Rodríguez Ordóñez (Guayaquil, Ecuador, 12 de abril de 1940 - Los Ángeles, Estados Unidos, 27 de junio de 2022) fue un profesor, investigador, académico e historiador ecuatoriano-estadounidense. Se especializó en historia de la Nueva España y de México, de la Presidencia de Quito, y del período de la independencia en Hispanoámerica.

## Biografía
Jaime E. Rodríguez O. nació en Guayaquil durante el servicio militar de su padre. Rodríguez O. es hijo del coronel quiteño Luis Rodríguez Sandoval, destacado militar ecuatoriano cabecilla de la Liga Militar, antecesora de la Revolución Juliana, y Jefe de Zona en la frontera con el Perú durante la Guerra peruano-ecuatoriana. Su madre fue María Beatriz Ordóñez Córdova, cuencana. A la edad de 8 años se mudó a los Estados Unidos junto a su madre, país en el que se radicó definitivamente. Está casado con la también historiadora Linda Alexander Rodríguez.

### Estudios
En 1965 obtuvo su B.A. en Economía por la Universidad de Houston. Al año siguiente, obtuvo una maestría en Historia por la misma universidad. Su tesis versó sobre la Guerra peruano-ecuatoriana. Para 1970 obtuvo el doctorado en Historia por la Universidad de Texas, Austin. Su tesis versó sobre Vicente Rocafuerte y el surgimiento de la identidad hispanoamericana. Nettie Lee Benson fue su directora de tesis. 

### Carrera académica
Rodríguez O. inició su carrera académica en la Universidad Estatal de California, Long Beach, donde impartió clases entre 1969 y 1973. Al año siguiente se desempeñó como catedrático en el Departamento de Historia de la Universidad de California, Irvine, donde fue profesor hasta su jubilación. Entre 1980 y 1986 fue Decano de Posgrado y Vicerrector de Investigación de dicha universidad. Adicionalmente, fue fundador y editor de la revista Mexican Studies/Estudios Mexicanos por varios años. Rodríguez O. es también profesor visitante de la Universidad Andina Simón Bolívar. Es miembro correspondiente de la Academia Nacional de Historia del Ecuador, del Centro de Estudios Históricos del Guayas y de la Academia Mexicana de la Historia. 
Rodríguez O. ha sugerido que Hispanoamérica no se encontraba aislada respecto de los acontecimientos del resto del mundo occidental. Por lo tanto, estuvo activamente envuelta en los acontecimientos de las Revoluciones atlánticas. Si bien se tuvo conocimiento de la Revolución de las Trece Colonias como de la Revolución francesa en todos los confines de la monarquía española, estos no influyeron sobre los territorios españoles en América en lo más mínimo. Rodríguez sugiere, más bien, que el aprisionamiento de Fernando VII y el posterior vacío institucional que esto creó fueron las causas directas del colapso de la monarquía española y de su funcionamiento. Es en este contexto que se suceden un sinnúmero de Juntas tanto en la península como en América que buscaban representar un gobierno libre de la influencia francesa, pero fiel al monarca y la monarquía española. 
La desconfianza de muchos americanos en los peninsulares y la de muchos peninsulares en los americanos decantó en guerras civiles en las que en muchos casos familias enteras estaban divididas entre insurgentes y realistas. Véase, por ejemplo, el caso de los Bolívar Palacios en Venezuela, donde Simón se unió a la causa insurgente y María Antonia defendió la causa realista. Otro caso similar es el de los Sáenz en Quito, donde Manuela se unió a la insurgencia y Josefa defendió al realismo y huyó de América tras la independencia. 
Por otra parte, Rodríguez O. ha enfatizado en la importancia de la influencia de la Constitución de Cádiz sobre la América española, sobre todo en Nueva España y el Reino de Quito, donde se habría ejecutado y aplicado en mayor medida. Para el autor esta constitución era mucho más representativa e inclusiva que muchas de sus contemporáneas, e incluso las hispanoamericanas, que, por su parte, poseían una raíz y alcance mucho más tradicional. Rodríguez O. recalca el rol de las elecciones como punto de partida de la representatividad moderna en Hispanoamérica y como una de las causas por las que las guerras por la independencia tomaron al menos una década.

## Obras
- “We are now the True Spaniards”: Sovereignty, Revolution, Independence and the Emergence of the Federal Republic of Mexico, 1808-1824. Stanford: Stanford University Press, 2012.[3]

- El pensamiento de Vicente Rocafuerte. 2 vols. Quito: Banco Central del Ecuador & Corporación Editora Nacional, 2010.

- “Nosotros somos ahora los verdaderos españoles”: La transición de Nueva España de un reino de la Monarquía Española a la República Federal de México, 1808-1824. 2 vols. Zamora & Mexico El Colegio de Michoacán & Instituto Mora, 2009.

- Las Nuevas Naciones: España y México Madrid: Fundación MAPFRE—Instituto de Cultura, 2008.

- Monarquía, constitución, independencia y república: La transición de Vicente Rocafuerte del viejo al nuevo régimen, 1783-1832 Mexico & Zamora: Instituto de Investigaciones José María Luis Mora & El Colegio de Michoacán, 2008.

- Revolución, independencia y las nuevas naciones de América Madrid: Fundación Mapfre-Tavera, 2005.

- La revolución política en la época de la independencia: El Reino de Quito, 1808-1822 Quito: Corporación Editora Nacional, 2006.

- The Divine Charter: Constitutionalism and Liberalism in Nineteenth-Century Mexico (2004)

- “Rey, Religión, Yndependencia, y Unión”: la Independencia de Guadalajara (2003)

- The Independence of Spanish America (1998)

- Myths, Misdeeds, and Misunderstandings: The Roots of Conflict in U.S.-Mexico Relations (1997). with Kathryn Vincent

- Common Border, Uncommon Paths: Race, Culture, and National Identity in United States Mexico Relations (1997) with Kathryn Vincent

- The Origins of Mexican National Politics, 1808-1847 (1997)

- Mexico in the Age of Democratic Revolutions, 1750-1850 (1994)

- The Evolution of the Mexican Political System (1993)

- El proceso de la independencia de México (1992)

- Patterns of Contention in Mexican History Wilmington, Delaware: Scholarly Resources, 1992.

- The Forging of the Cosmic Race: A Reinterpretation of Colonial Mexico(1980, 2nd ed. 1990) with Colin M. MacLachlan

- The Revolutionary Process in Mexico: Essays in Political and Social Change, 1880-1940 (1990)

- The Mexican and the Mexican American Experience in the Nineteenth Century (1989).

- The Independence of Mexico and the Creation of the New Nation (1989)

- Down with Colonialism. Mexico's Nineteenth-Century Crisis (1983)

- Five Centuries of Mexican History/Cinco siglos de historia de México 2 vols. (1992) con Virginia Guedea

- The Emergence of Spanish America: Vicente Rocafuerte and Spanish Americanism, 1808-1832 (1975)